# شلومو
شلومو (بالإنجليزية: SK Shlomo)‏ هو مغني وملحن بريطاني، ولد في 1983 في كنت في المملكة المتحدة.

## وصلات خارجية
- الموقع الرسمي
- شلومو على موقع ميوزك برينز (الإنجليزية)
- شلومو على موقع ديسكوغز (الإنجليزية)